# 몰도바 요리

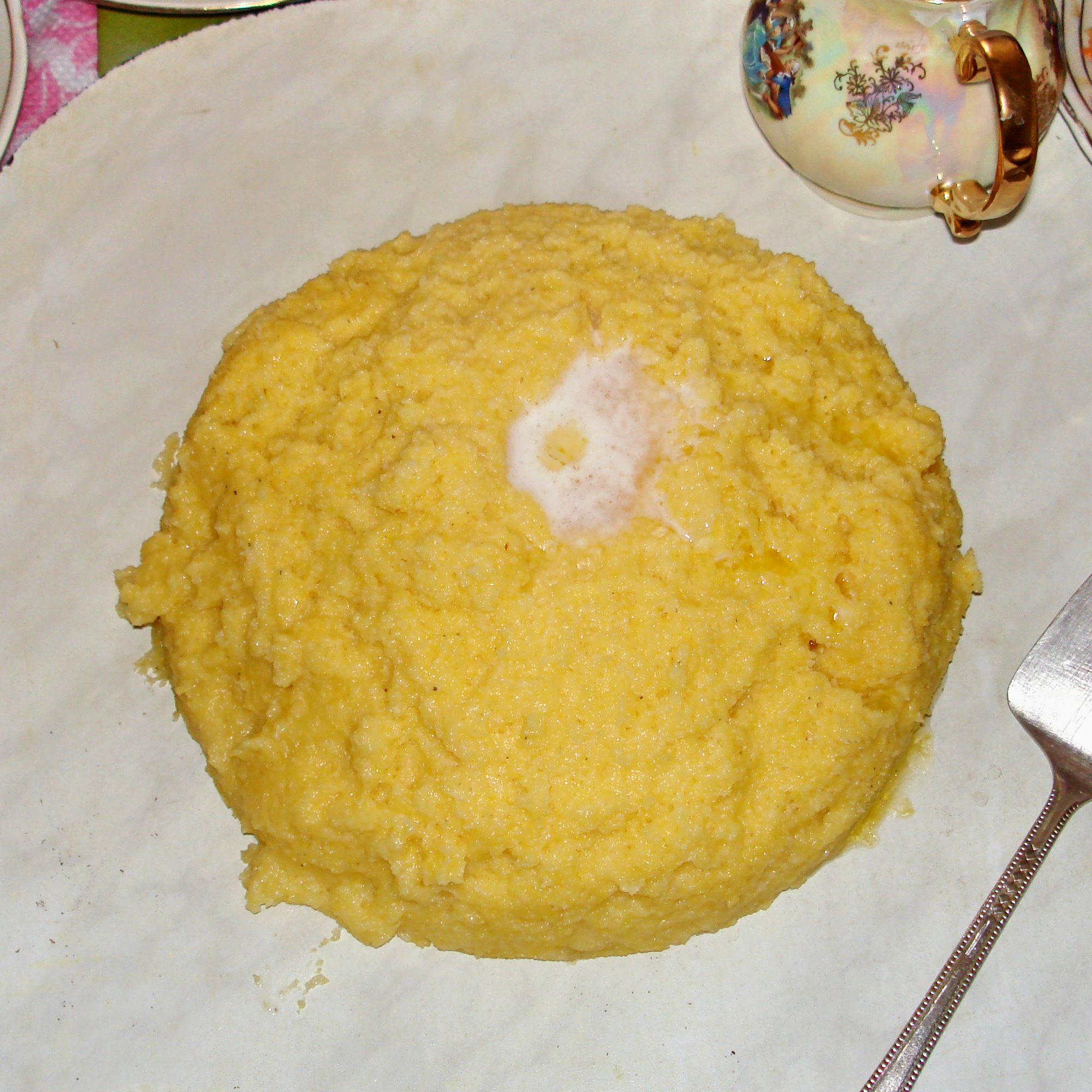
머멀리거

몰도바 요리(Moldova 料理, 루마니아어: bucătăria moldovenească 부커터리아 몰도베네아스커[*])는 동남유럽에 있는 몰도바의 요리이다. 몰도바와 트란스니스트리아와 관련된 요리 방식으로, 주로 쇠고기, 돼지고기, 감자, 양배추 및 다양한 곡물과 같은 전통적인 유럽 음식으로 이루어져 있다.

## 배경
몰도바의 비옥한 토양은 풍성한 포도, 과일, 채소, 곡물, 고기 및 유제품을 생산하며 이들 모두는 국가 요리에 사용된다. 비옥한 토양과 전통적 농업 방법을 사용하면 몰도바에서 다양한 음식을 재배할 수 있다.

## 요리
가장 잘 알려진 몰도바 요리는 머멀리거일수도 있다. 이것은 몰도바 식탁의 주된 폴렌타식 음식으로 스튜와 고기 요리에 동반하거나 코티지 치즈, 사워 크림 또는 돼지 껍데기로 장식한다. 지역 진미로는 브른저와 기베치가 있다. 현지 와인은 대부분의 식사와 함께 제공된다.

## 같이 보기
- 유럽 요리